# Druga svetovna vojna v Jugoslaviji
Druga svetovna vojna se je v Jugoslaviji začela 6. aprila 1941, ko so jo napadle, porazile in hitro okupirale sile osi. Jugoslovanska vlada in kralj Peter II. so se umaknili v izgnanstvo. Sile osi so jugoslovanska ozemlja okupirale same ali pa so vzpostavile kolaborantske režime (Neodvisno državo Hrvaško in Vlado narodne odrešitve v Srbiji).
Jugoslovanska vojska je 17. aprila kapitulirala. Ostanki poražene jugoslovanske vojske so se povezali v gverilsko četniško gibanje, ki ga je sprva jugoslovanska vlada v izgnanstvu priznavala za svojo vojsko, ko so četniki pričeli kolaborirati z okupatorji, pa se jim je odpovedala.
Kmalu po okupaciji je bil ustanovljen Narodnoosvobodilni boj (NOB) pod vodstvom komunistov in Josipa Broza - Tita. NOB (bolje znan kot partizani) je prerasel v najmočnejše odporniško gibanje v okupirani Evropi, ki je razpolagal s celimi divizijami in je bil zmožen osvoboditi in nadzorovati široka območja (republike). 16. decembra 1942 je Adolf Hitler osebno ukazal uničenje partizanskega gibanja, vendar ga okupatorjem ni nikoli uspelo izkoreniniti.
Ob koncu vojne je Jugoslavijo osvobodil NOB s pomočjo Rdeče armade. Komunisti so prevzeli vso oblast in državo preoblikovali v socialistično federativno republiko.

## Ozadje
Jugoslavija je 25. marca 1941 pristopila k Trojnemu paktu, vendar so že 27. marca 1941 zahodnim zaveznikom naklonjeni jugoslovanski častniki izvedli državni udar. Ker se je s tem Jugoslavija izkazala za nezanesljivega zaveznika, se je Adolf Hitler odločil, da jo bodo sile osi okupirale.

## Napad in okupacija
Glavni članek: Aprilska vojna
Jugoslavija je bila napadena z vseh smeri. Prestolnica Beograd in večja mesta so že prvi dan doživela letalsko bombardiranje. Državo je prvi dan s severa napadla nemška vojska, 11. aprila pa še italijanska in madžarska.
14. aprila je jugoslovanska vojska zaprosila za premirje in 17. aprila kapitulirala (veljavno z naslednjim dnem). Obe strani sta izgubili nekaj tisoč mož, ob kapitulaciji pa je bilo zajetih 350.000 jugoslovanskih vojnih ujetnikov.
Bolgarske čete so 19. aprila zasedle večino današnje Severne Makedonije.